# The Beautiful People
«The Beautiful People» — перший сингл з другого студійного альбому гурту Marilyn Manson Antichrist Superstar. Текст пісні описує дві теми: те, що Менсон називає «культурою краси», а також зв'язок цієї культури з теорією Фрідріха Ніцше про мораль «господар-раб».
Сингл посів 26-ту сходинку чарту Modern Rock Tracks, він залишається однією з найвідоміших та найуспішніх пісень гурту. У 2004, у своїй рецензії, Річард Бенкс з телеканалу BBC назвав трек «досі приголомшливим» у каталозі гурту. У 2006 «The Beautiful People» посіла 28-ме місце у списку «40 Greatest Metal Songs» телеканалу VH1.
Композицію можна завантажити як DLC у грі Guitar Hero 5. Пісня також потрапила до саундтреку гри Rock Band 3.

## Інформація про пісню

### Передісторія
«The Beautiful People» написали в 1994 р. Автор слів: Мерілін Менсон, композитор: Твіґґі Рамірез. Менсон, Рамірез та Джинджер Фіш записали оригінальну демо-версію у готельному номері під час туру. Фронтмен згадував у журналі Kerrang! у травні 2005 р.: «Це було десь на півдні США, що вже є досить іронічним. Я пам'ятаю як я вистукував на підлозі ударну партію, а потім мій барабанщик повторив цей ритм на драм-машині. Все це трапилось за один день».
Назва пісні походить від назви книги Мерілін Бендер «The Beautiful People» (1967), де показано культуру краси, а також світ скандалів у межах стилю життя 60-х («jet-set»). Саму фразу популяризував журнал Vogue на початку 60-их, зокрема її вживали для опису сім'ї Кеннеді.

### Текстова складова
Трек починається після кількох секунд гітарного шуму, який звучить у зворотному напрямку, та електронного шуму з украй спотвореним вокальним семплом голосу Чарльза «Текса» Вотсона, який говорить: «[We would] swoop down on the town. . . [and] kill everyone that wasn't beautiful». (у пер. з англ. «[Ми б] налетіли на місто. . . [і] вбили б усіх, хто не є красивим») Цю фразу, тільки без спотворення, також використано на початку пісні «Dune Buggy» гурту Marilyn Manson and the Spooky Kids.
У текстовому плані «The Beautiful People» переплітається з темою альбому Antichrist Superstar, у якому розповідається про теорію Ніцше про Надлюдину. У цьому контексті в пісні розглядається руйнівний прояв Бажання Влади: «There's no time to discriminate/hate every motherfucker that's in your way» (укр. «Немає часу виявляти упередженість/Ненавидь кожного виблядка, котрий стоїть на твоєму шляху»). Сильні антикапіталістичні настрої в пісні спричинені вивченням моралі господар-раб («It's not your fault that you're always wrong/The weak ones are there to justify the strong»), а також її зв'язком з соціальним дарвінізмом.

### Визначні виступи
Час від часу «The Beautiful People» виконували під час туру Smells Like Children Tour, часто у скороченому варіанті як частину пісні «My Monkey» з попереднього альбому Portrait of an American Family. Трек офіційно презентували 3 жовтня 1996 р. (другий виступ під час туру Dead to the World) у State Theatre (місто Каламазу, штат Мічиган).
4 вересня 1997 гурт виконав пісню на церемонії нагородження MTV Video Music Awards. Спочатку оркестр виконав «Hail to the Chief». Після цього в оточенні «аґентів таємної служби США», Мерілін Менсон став на трибуну та виголосив промову:
Мої брати американці!

Ми більше не будемо пригнічені фашизмом християнства! І ми більше не будемо пригнічені фашизмом краси. Я бачу, ви всі там сидите на своїх місцях, завзято намагаючись не бути потворними, намагаючись пристосуватися до інших, завзято намагаючись заслужити свою перепустку до раю. Але дозвольте вас запитати: чи бажаєте ви бути в місці, повному зграй мудаків? Оригінальний текст (англ.)
[My fellow Americans!

We will no longer be oppressed by the fascism of Christianity! And we will no longer be oppressed by the fascism of beauty. As I see you all sittin' out there trying your hardest not to be ugly, trying your hardest not to fit in, trying your hardest to earn your way into Heaven, but let me ask you: Do you want to be in a place that's filled with a bunch of assholes?] Помилка: [undefined] Помилка: {{Lang}}: немає тексту (допомога): текст вже має курсивний шрифт (допомога)
Потім Менсон зняв свій костюм, розкривши свій шкіряний корсет, шкіряні трусики-тонги та ажурні панчохи, після чого гурт виконав «The Beautiful People». Після закінчення виступу Кріс Рок пронизливо крикнув у бік аудиторії: «Біжіть до церкви! Тягніть свої дупи до церкви або ви потрапите до пекла».
18 жовтня 1997 лідер гурту та Твіґґі Рамірез приєдналися до The Smashing Pumpkins у Shoreline Amphitheatre у Маунтін-В'ю, штат Каліфорнія, під час акустичного виконання «The Beautiful People» на щорічному Bridge School Benefit. 9 травня 2000 р. у Медісон-сквер-ґарден Мерілін Менсон виконав «The Beautiful People» разом з гуртом Nine Inch Nails. Фронтмен Трент Резнор грав на бас-гітарі. Поява Менсона стала несподіванкою, він вийшов на сцену під час виконання пісні «Starfuckers, Inc.». Запис цього виступу можна побачити на DVD Nine Inch Nails And All That Could Have Been, реліз котрого відбувся в 2002 році.
22 березня 2012 Мерілін Менсон виконав пісню наживо з Rammstein на церемонії вручення нагород премії ЕХО.
11 квітня 2012 р. на церемонії нагородження Revolver Golden Gods Awards гурт виконав наживо кілька пісень. Треки «Sweet Dreams (Are Made of This)» та «The Beautiful People» зіграли разом з Джонні Деппом, який виконував обов'язки гітариста.

## Версії та релізи
Окрім альбомної та синглової версії існує також радіо-версія без ненормативної лексики. Слова «hate every motherfucker» замінили на «hate every other hater», а слово «shit» (укр. лайно) просто вилучили. Саме цю версію використано у відеокліпі.
Існує три офіційних ремікси. «The Horrible People» створено Денні Сейбером та видано в 1997 на міні-альбомі Remix & Repent; ремікс має швидкий темп, свінговий ритм, духові та фортепіанні семпли. «The Not-So-Beautiful People» — перероблена індастріал-версія з ритмічними вокальними семплами та синтезаторами. Третій ремікс використовувався як заголовна тема до WWE SmackDown! та WWF Raw Is War у 2001–2003 рр. Він увійшов до WWF Forceable Entry та 10" синглі.
Компіляція Lest We Forget: The Best Of містить дещо перероблену версію треку. Пісня має довший вступ та кілька нових музичних елементів (зокрема органоподібний звук, якого не було сильно чутно у попередніх версіях).

## Відеокліп
Флорія Сіґізмонді стала режисером відео, яке пізніше назвали «одним з найпохмуріших відеокліпів». Його зняли на покинутому винокурному заводі у Торонто, де гурт виконує пісню у приміщенні схожому на класну кімнату з медичними протезами та лабораторним обладнанням. Фронтмен також з'являється у довгому костюмі та авіаторських окулярах. Ходулі й грим роблять його лисим та ґротескно високим; після того як слуги надягають на нього костюм, він вітає натовп крізь вікно. Ця сцена нагадує нацистський мітинг. Пізніше Менсон стоїть у центрі кола, яке утворюють протестувальники. У кліпі також присутні сцени з живими дощовими хробаками, головами та руками манекенів, чоботами людей, які марширують тощо.
22 вересня 1996 на MTV відбулась прем'єра відео. Пізніше кліп номінували на три нагороди 1997 MTV Video Music Awards: «Найкраще рок-відео», «Найкращі спецефекти» та «Найкращий художник-постановник».

## Відгуки
За даними Acclaimedmusic.net, «The Beautiful People» — 38-ма найкраща пісня 1996, 471-ша найкраща композиція з-поміж тих, які було видано протягом 90-их та 2853-тя найкраща пісня всіх часів. У 2002 р. журнал Kerrang! присвоїв «The Beautiful People» 5-те місце у списку 100 Greatest Singles of All Time. У 2003 журнал Q помістив «The Beautiful People» на 192-гу сходинку списку The 1001 Best Songs Ever. У 2005 Q також включив «The Beautiful People» до Ultimate Music Collection.

## Кавер-версії
Свої кавер-версії записали: джазовий трубач Лестер Боуї для альбому гурту Brass Fantasy 1999 року Odyssey of Funk & Popular Music, Volume 1; металкор-гурт Eighteen Visions для компіляції 2006 року Punk Goes 90s; жіночий хор Scala & Kolacny Brothers для альбому 2007 року One Winged Angel; хеві-метал гурт Soulfly для компіляції журналу Kerrang! та спеціального видання шостого студійного альбому Conquer.
Крістіна Аґілера зробила свою версію для саундтреку до фільму «Бурлеск» (повністю замінивши слова й музичний супровід, додавши фортепіано та інші елементи). Репер Apathy використав семпл для своєї пісні з такою ж назвою.

## Формати та списки пісень
| Австралійський та європейський CD 1. «The Beautiful People» (album version) 2. «Cryptorchid» 3. «Snake Eyes and Sissies» Британський CD № 1 1. «The Beautiful People» (single version) 2. «The Horrible People» 3. «Sweet Dreams (Are Made of This)» 4. «Cryptorchid» Британський CD № 2 1. «The Beautiful People» (album version) 2. «The Not-So-Beautiful People» 3. «Snake Eyes and Sissies» 4. «Deformography» Європейський розширений CD 1. «The Beautiful People» (single version) 2. «The Horrible People» 3. «Sweet Dreams (Are Made of This)» 4. «Cryptorchid» 5. «The Beautiful People» (video) 6. «Sweet Dreams (Are Made of This)» (video) | 10" віниловий сингл (ремікси) 1. «The Horrible People» 2. «The Not-So-Beautiful People» Японський CD 1. «The Beautiful People» (single version) 2. «The Horrible People» 3. «Sweet Dreams (Are Made of This)» (LP version) 4. «Cryptorchid» 5. «The Not-So-Beautiful People» Американський промо-CD 1. «The Beautiful People» (clean version) 2. «The Beautiful People» (LP version) |  |

## Учасники
| Музиканти: - Мерілін Менсон — вокал, текст - Твіґґі Рамірез — гітара, бас-гітара - Шон Біван — гітарний ефект, який створює звук подібний до мідних духових інструментів - Джинджер Фіш — барабани | Продюсування: - Трент Резнор — продюсер - Дейв Оґілві — продюсер - Мерілін Менсон — співпродюсер - Шон Біван — зведення - Кріс Вренна — зведення, програмування - Чарлі Клоузер — зведення, програмування |

### «The Horrible People»
Учасники оригінальної версії, а також:
- Деміен Севедж — додатковий бас
- Джон X — «звукове зґвалтування та пограбування»
- Денні Сейбер — ремікс
- Ґейб та Джим — звукорежисери

### «The Not-So-Beautiful People»
Учасники оригінальної версії, а також:
- Дж. Ґ. Сірвелл — ремікс